# Hugh Rowley
Pour les articles homonymes, voir Rowley.
Pas d'image ? Cliquez ici

b Matchs officiels uniquement.
Hugh Rowley, né le 27 avril 1858 à Chorlton-on-Medlock, est un joueur anglais de rugby à XV ayant occupé le poste d'ailier ou de troisième ligne en sélection nationale.

## Carrière
Il joue neuf matchs avec l'Angleterre et il évolue pour le club de Manchester Rugby Club. Il dispute son premier test match le 10 mars 1879 contre l'équipe d'Écosse, et son dernier test match contre cette même équipe le 4 mars 1882. Il a participé au premier match entre l'Angleterre et le pays de Galles le 19 février 1881 inscrivant un essai.

## Statistiques en équipe nationale
- 9 sélections
- 3 essais
- Sélections par année : 2 en 1879, 2 en 1880, 3 en 1881, 2 en 1882

## Vie ultérieure
Après sa vie sportive, Rowley s'établit à Winnipeg, capitale de la province du Manitoba au Canada.